# Biophytum juninense
Biophytum juninense là một loài thực vật có hoa trong họ Chua me đất. Loài này được Knuth mô tả khoa học đầu tiên năm 1935.